# Noctua conjuncta
Noctua conjuncta är en fjärilsart som beskrevs av W. Warren 1909. Noctua conjuncta ingår i släktet Noctua och familjen nattflyn. Inga underarter finns listade i Catalogue of Life.